# Metro Boomin
Leland Tyler Wayne (Saint Louis (Missouri), 16 september 1993), professioneel bekend als Metro Boomin, is een Amerikaanse producer van onder andere hiphop en trap. 

## Biografie
Metro Boomin groeide op in Saint Louis en toonde al op jonge leeftijd een passie voor muziekproductie. Zijn doorbraak kwam met de productie van hits voor artiesten zoals Future, Drake en Kanye West. Hij staat bekend om zijn donkere productiestijl.

## Discografie
Metro Boomin heeft samengewerkt aan verschillende albums en singles. Enkele van zijn bekendste producties zijn te vinden op DS2 van Future, Savage Mode met 21 Savage en Father Stretch My Hands Pt. 1 van Kanye West.

### Studio albums
- Not All Heroes Wear Capes (2018)
- Heroes & Villains (2022)
- Without Warning (met 21 Savage en Offset) (2017)
- Double or Nothing (met Big Sean) (2017)
- Savage Mode II (met 21 Savage) (2020)
- We Don't Trust You (met Future) (2024)
- We Still Don't Trust You (met Future) (2024)

### Soundtrack albums
- Metro Boomin Presents Spider-Man: Across the Spider-Verse (Soundtrack from and Inspired by the Motion Picture) (2023)

## Prijzen en nominaties (selectie)
Metro Boomin heeft diverse prijzen en nominaties gewonnen voor zijn productiewerk, waaronder nominaties voor Grammy Awards.
- 2016: BET Hip Hop Award in de categorie Producer of the Year[5]
- 2016: BMI R&B/Hip/Hop Award in de categorie Producer of the Year[6]
- 2017: BMI R&B/Hip/Hop Award in de categorie Producer of the Year[7]
- 2023: genomineerd voor Grammy Award in de categorie Album of the Year met het album Music of the Spheres[8]
- 2024: genomineerd voor Grammy Award in de categorie Producer of the Year, Non-Classical[8]
- 2024: genomineerd voor Grammy Award in de categorie Best Rap Album met het album Heroes & Villains[8]